# Cantalamappa
Cantalamappa - Atlante bizzarro di luoghi e storie curiose è una raccolta di racconti del collettivo Wu Ming, pubblicata nel 2015. Il libro è stato scritto pensando soprattutto ai lettori al di sotto degli undici anni. È composto da storie di viaggio, in luoghi reali o immaginari,  che hanno per protagonista una coppia, Guido e Adele. Le illustrazioni sono state realizzate da Paolo Domeniconi.
Guido e Adele sono protagonisti anche del seguito Il ritorno dei Cantalamappa (2016) e compaiono nel romanzo di Wu Ming Ufo 78 (2022).

## Edizioni italiane ed estere
- Wu Ming, Cantalamappa, Mondadori Libri Trade Electa, 2015, pp. 124, ISBN 978-88-918-0028-2
- Wu Ming, Cantamapes (edizione in catalano), Sembrallibres, Carcaixent 2015, ISBN 978-84-943-7366-4